# Трансформирующий фактор роста бета
Трансформирующий фактор роста бета (англ. Transforming growth factor beta, TGF-beta) — белок (представитель цитокинов), который контролирует пролиферацию, клеточную дифференцировку и другие функции в большинстве клеток. Участвует в иммунном ответе, раке, сердечно-сосудистых заболеваниях, сахарном диабете, синдроме Марфана, синдроме Лойеса-Дитса, болезни Паркинсона и синдроме приобретённого иммунодефицита (СПИД).
TGF-beta — это белок, выделяемый клеткой во внеклеточную среду. Существует по крайней мере в трёх изоформах: TGF-beta1, TGF-beta2 и TGF-beta3. Первоначальное это название использовалось для TGF-beta1, первого члена этого семейства. Семейство TGF-beta1 — это часть суперсемейства белков, известных как суперсемейство трансформирующего ростового фактора, которое включает в себя ингибины, активины, анти-мюллеровы гормоны, костный морфогенетический белок (BMP), декапентаплегический белковый фактор и VG-1.
TGF-beta действует как антипролиферативный фактор в нормальных эпителиальных клетках и на ранних стадиях онкогенеза.
Некоторые клетки, секретирующие TGF-beta, также имеют рецепторы для него. Подобный механизм известен как аутокринная индукция. Раковые клетки увеличивают количество секретируемого TGF-beta, что также воздействует на окружающие клетки.
TGF-beta выделяют многие типы клеток, включая макрофаги, в неактивной (латентной) форме, в которой он соединён с двумя другими полипептидами, латентным TGF-beta-связывающим белком (LTBP) и LAP. Сывороточные протеиназы, такие как плазмин, катализируют высвобождение активного TGF-beta из комплекса. Это часто происходит на поверхности макрофага, где латентный комплекс TGF-beta связан с рецептором CD36 через его лиганд, тромбоспондин-1 (TSP-1). Воспалительные стимулы, которые активируют макрофаги, повышают высвобождение активного TGF-beta, вызывая активацию плазмина. Макрофаги могут также поглощать с помощью эндоцитоза связанные с IgG латентные комплексы TGF-beta, которые секретируются плазмоцитами, и затем выделяют активный TGF-beta в межклеточную жидкость.

## Структура
Структуры пептидов всех трёх членов семейства TGF-beta очень схожи. Они все закодированы в цепи ДНК как крупные белковые предшественники; TGF-beta1 содержит 390 аминокислот, а TGF-beta2 и TGF-beta3 — 412 аминокислот. Каждый из них имеет N-концевой сигнальный пептид из 20—30 аминокислот, который требуется для секреции из клетки, участок-предшественник активного белка LAP (ассоциированный с латентностью пептид) и пептид из 112—114 аминокислот в C-концевой области, который становится зрелой молекулой TGF-beta после протеолитического отщепления от LAP. Созревший белок TGF-beta является димером и образует активную молекулу массой 25 кДа, содержащую множество консервативных структурных мотивов. TGF-beta имеет 9 консервативных цистеиновых остатков, 8 из них формируют дисульфидные связи внутри молекулы, образуя таким образом цистеиновый узел, что является структурной характеристикой суперсемейства TGF-beta, в то время как девятый цистеин формирует связь с девятым цистеином другой молекулы TGF-beta, в результате чего образуется димер. Считается, что многие другие консервативные остатки в TGF-beta участвуют в образовании вторичной структуры при помощи гидрофобных взаимодействий. Область между пятым и шестым консервативным цистеином содержит наиболее дивергентную областью молекул TGF-beta, которая располагается на поверхности молекулы и вовлечена во взаимодействие с рецептором и специфичность TGF-beta.
Семейство
трансформирующих ростовых факторов TGF-В включает: TGF-В1, TGF-В2, TGF-В3,
активины, ингибины, факторы морфогенеза костей (bone morphogenic proteins, BMP), ростовые дифференцировочные
факторы (growth differentiation
factors,
GDF),
глиальные нейротрофические факторы (glial-derived
neurotrophic
factors,
GDNF),
медиаторы под названием «Nodal» и «Lefty», ингибитор Мюллера, или
мюллеровскую ингибирующую субстанцию (Mullerian inhibiting substance, MIS).
В
настоящее время известно около 40 членов семейства TGF. Их основные
биологические свойства связаны с регуляцией пролиферации, дифференцировки,
подвижности и адгезии различных клеток, участием в процессах репродукции,
эмбрионального развития, регуляции роста нервов, формирования костной ткани,
гемопоэза, заживления ран и иммунологической толерантности.
Все
члены семейства TGF имеют большое структурное сходство, так как гомология в
аминокислотной последовательности составляет 25—40 % и построение всех молекул
с формированием двух антипараллельных пар b-складок
и богатого цистеинами участка идентично.
Большинство
членов этого семейства образуют гомодимеры (реже гетеродимеры) с помощью
формирования дисульфидных связей с участием 7 аминокислотных остатков цистеина.
При этом шесть цистеинов формируют внутренние дисульфидные связи в каждой
молекуле в составе димера, а седьмой цистеин участвует в образовании межмолекулярной
дисульфидной связи, служащей для стабилизации структуры димера.

## Функции

### Апоптоз
TGF-beta инициирует апоптоз в большинстве типов клеток. TGF-beta может вызывать апоптоз, активируя какой-либо их двух сигнальных путей: SMAD или DAXX.

#### Сигнальный путь SMAD
Сигнальный путь SMAD является каноническим. Димеры TGF-beta связываются с рецептором второго типа, который присоединяет и фосфорилирует рецептор первого типа. Рецептор первого типа впоследствии присоединяет и фосфорилирует рецептор R-SMAD. Один из R-SMAD, SMAD3, вовлекается в индуцирование апоптоза. R-SMAD далее связывается с обычным SMAD (SMAD4) и формирует гетеродимерный комплекс. Этот комплекс входит в клеточные ядра, где действует как транскрипционный фактор для разных генов, включая те гены, которые активируют митоген-активируемый протеинкиназный путь, который является пусковым механизмом апоптоза.

#### Сигнальный путь DAXX
TGF-beta также запускает апоптоз с помощью DAXX (death associated protein 6). Показано, что DAXX присоединяется и связывается со вторым типом рецепторов TGF-beta.

### Клеточный цикл
TGF-beta играет важную роль в регуляции клеточного цикла.
TGF-beta является причиной синтеза белков p15 и p21, которые блокируют комплекс циклин/CDK, ответственный за фосфорилирование белка ретинобластомы (Rb). Таким образом TGF-beta подавляет экспрессию мус-гена (c-myc), который участвует в прогрессе G1-фазы клеточного цикла. В результате TGF-beta блокирует переход через G1-фазу клеточного цикла.

### Иммунная система
TGF-beta, как полагают, играет важную роль в регуляции работы иммунной системы. Через белок Foxp3 он влияет на регуляторные Т-клетки и T-хелперы17. Оказалось, что TGF-beta блокирует активацию лимфоцитов и макрофагов.

## Клиническое значение

### Рак
В нормальных клетках TGF-beta, действуя через свой сигнальный путь, блокирует клеточный цикл на G1-стадии, останавливая пролиферацию, индуцирует апоптоз или дифференцировку. Когда клетка становится раковой, участки сигнального пути TGF-beta мутируют, и TGF-beta больше не контролирует эту клетку. Эти раковые клетки безостановочно делятся. Фибробласты (окружающие стромальные клетки) тоже пролиферируют. Оба типа клеток увеличивают производство TGF-beta. TGF-beta действует на окружающие стромальные клетки, иммунные клетки, эндотелиальные и гладкомышечные клетки. Это приводит к супрессии иммунного ответа и ангиогенезу, что делает рак более «агрессивным». TGF-beta также преобразует эффекторные T-клетки, которые в обычной ситуации атакуют раковые клетки в ходе воспалительной (иммунной) реакции, в регуляторные (супрессорные) T-клетки, которые выключают воспалительную реакцию.

### Заболевания сердца
Одно исследование на животных показывает, что холестерин подавляет реакцию сердечно-сосудистых клеток на TGF-beta и их защитные свойства, позволяя развиваться атеросклерозу, в то время как статины (препараты, снижающие уровень холестерина), могут усиливать восприимчивость сердечно-сосудистых клеток к защитному действию TGF-beta.

### Синдром Марфана
TGF-beta-индукция также играет значительную роль в патогенезе синдрома Марфана. Основной дефект при синдроме Марфана возникает из-за неисправности синтеза гликопротеина и фибриллина I, который в норме является важным компонентом эластичных волокон. Показано, что при введении мышам с синдромом Марфана антагониста TGF-beta симптомы синдрома Марфана исчезали. Это подтверждает, что, хотя симптомы синдрома Марфана сходны с симптомами других заболеваний соединительной ткани, механизм его развития связан, вероятно, с пониженным связыванием TGF-beta фибриллином.

### Синдром Лойетса-Дитса
Сигнальный путь TGF-beta также нарушается при синдроме Лойетса-Дитса, что вызвано мутациями в рецепторах TGF-beta.

### Другие
Достаточно высокая концентрация TGF-beta найдена в крови и спинномозговой жидкости пациентов с болезнью Альцгеймера по сравнению с контролем.
Это говорит о возможной роли этого белка в дегенеративном каскаде, приводящем к симптомам патологии болезни Альцгеймера.
По литературным данным, гиперактивация пути TGF-beta с повышением концентрации TGF-beta2 характерна для пациентов, страдающих от кератоконуса.

## Виды
Основных типов TGF-beta три: TGF-beta1, TGF-beta2, TGF-beta3.
Есть и ещё один тип: TGF-beta4-предшественник. Он был открыт как ген, усиливающий свою активность во время предменструального этапа в строме эндометрия, и называется EBAF. Позднее было показано, что этот белок участвует в детерминации правой-левой асимметрии у позвоночных, и ему было дано имя lefty2.

## Активации TGF-beta
TGF-beta задействован в регуляции важнейших видов клеточной активности. Известна только малая часть путей, активирующих TGF-beta. Некоторые из известных путей являются специфичными для данного типа клеток или тканеспецифичными, в то время как другие найдены во множестве типов клеток и тканей. Протеазы, интегрины, рН и активные формы кислорода — лишь некоторые из известных в настоящее время факторов, которые могут активировать TGF-beta. Хорошо известно, что колебания этих активирующих факторов могут привести к нерегулируемым изменениям в сигнальном пути TGF-beta, что может привести к ряду осложнений, в том числе воспалению, аутоиммунным заболеваниям, фиброзу, раку и катаракте. В большинстве случаев активированный TGF-beta лиганд будет инициировать сигнальный каскад TGF-beta до тех пор, пока рецепторы I и II типа TGF-beta находятся в пределах досягаемости; это связано с высокой аффинностью между TGF-beta и его рецепторами.

## Латентный TGF-beta-комплекс
Все три типа TGF-beta синтезируются в виде молекул-предшественников, содержащих TGF-beta-гомодимер и дополнительную область. После синтеза гомодимер TGF-beta взаимодействует с LAP (белок, полученный из N-концевой области продукта гена TGF-beta), формируя соединение под названием SLC. Этот комплекс остается в клетке, пока он связан другим белком, называемым LTBP, образуя большой комплекс под названием LLC.
В большинстве случаев перед секрецией TGF-beta-предшественник отщепляется от пропептида, но остается связанным с этим комплексом за счёт нековалентных связей. После его секреции он остается во внеклеточной матриксе, как неактивированный комплекс, содержащий LTBP и LAP, которые должны быть дополнительно обработаны для того, чтобы освободить активный TGF-beta.
Связи TGF-beta с LTBP осуществляются за счёт дисульфидных мостиков, что позволяет ему оставаться неактивным, предотвращая его связывание с рецепторами. Поскольку различные клеточные механизмы требуют различных уровней сигнальных путей TGF-beta, неактивный комплекс этого цитокина даёт возможность для точной регуляции сигнального пути TGF-betа.
Есть четыре различные изоформы LTBP: LTBP-1, LTBP-2, LTBP-3 и LTBP-4. Мутация или изменения LAP или LTBP может привести к неправильной сигнализации сигнального пути TGF-beta. Мыши, лишённые LTBP-3 или LTBP-4, демонстрируют фенотипы, сходные с фенотипом мышей с изменённым сигнальным путём TGF-β. Кроме того, специфичные изоформы LTBP имеют склонность ассоциироваться с конкретными изоформами LAP TGF-beta. Например, LTBP-4 связывается только с TGF-beta1. Таким образом, мутации в LTBP-4 могут привести к осложнениям, связанным с сигнальным путём TGF-beta, в тканях, где в основном задействован TGF-beta1. Кроме того, благодаря структурным различиям внутри LAP образуются различные латентные TGF-beta-комплексы, которые являются селективными по отношению к специфичным активаторам.

## Интегрин-независимая TGF-beta-активация

### Активация протеазой и металлопротеиназой
Плазмин и множество металлопротеиназ матрикса (ММП) играют ключевую роль в развитии инвазии опухоли и перестройке ткани, индуцируя протеолиз некоторых компонентов внеклеточного матрикса. Процесс активации TGF-beta связан с высвобождением LLC из матрикса, что приводит к дальнейшему протеолизу LAP и позволяет TGF-beta взаимодействовать с его рецепторами. ММР-9 и ММР-2 расщепляет латентный TGF-beta. LAP-комплекс содержит чувствительную к проетазам петлевую область, которая может быть потенциальной мишенью для освобождение TGF-beta. Несмотря на то, что показано, что ММП играет ключевую роль в активации TGF-beta, мыши с мутациями в этих генах все ещё могут активировать TGF-beta и не имеют фенотипа, характерного для дефицита TGF-beta; это может отражать избыточность числа активирующих ферментов, подтверждая, что в этот процесс могут быть включены другие неизвестные протеазы.

### Активация с помощью рН
Кислотные условия могут денатурировать LAP. Воздействие среды с экстремальным рН (1,5 или 12) приводит к значительной активации TGF-бета, в то время как при умеренной кислотности (рН 4,5) достигается лишь 20—30 % от активности, достигнутой при высоком значении (при рН 1,5).

### Активация активными формами кислорода (ROS)
Структура LAP важна для поддержания его функций. Структурная модификация LAP может привести к нарушению взаимодействия между LAP и TGF-beta, и таким образом активировать TGF-beta. Факторы, которые могут вызвать такие изменения, могут включать в себя гидроксильные радикалы, образующиеся из реактивных форм кислорода (ROS). TGF-beta быстро активируется в результате воздействия ROS, образующихся при действии радиации.

### Активация тромбоспондином-1
Тромбоспондин-1 (TSP-1) является белком внеклеточного матрикса, найденным в плазме крови здоровых пациентов с концентрацией от 50 до 250 нг/мл. Известно, что уровень TSP-1 повышается в ответ на повреждение и во время развития. TSP-1 активирует латентный TGF-бета путём прямого взаимодействия с латентным комплексом TGF-beta и вызывает конформационные перестройки, предотвращая его связывание со зрелым TGF-beta.

## Ингибиторы рецептора TGFβ
Селективным ингибитором  TGFβRI / ALK5 является RepSox, который ингибирует связывание АТФ с TGFβRI и последующее фосфорилирование TGFβRI, таким образом подавляя передачу сигналов TGF-β. 
Ингибируют TGFβRI/ALK5 и рецептор типа I ALK4/7 также SB-431542  и A83-01. 
Cелективным и мощным ингибитором киназы TGFβRI также является Galunisertib.